# Timothy Innes

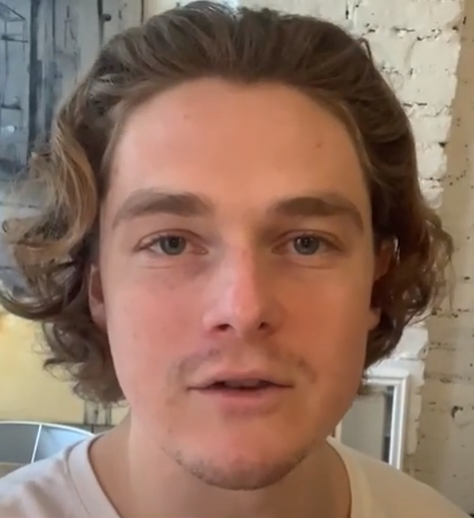
Timothy Innes, 2023

Timothy Jacob A. Innes (* 1. November 1993 in Bristol, England) ist ein britischer Schauspieler.

## Leben
Innes wurde am 1. November 1993 in Bristol geboren. Sein Bruder Joe Innes ist Musiker und performt gemeinsam mit der Musikgruppe The Cavalcade. Er erhielt sein GCSE in Schauspiel und den Advanced Level in Theaterwissenschaft. Er machte seine Schauspielausbildung von 2012 bis 2015 an der Theaterschule des Old Vic Theatre. Nach drei Jahren schloss er die Theaterschule mit dem Bachelor of Arts ab.
Als Fernsehschauspieler wirkte Innes erstmals 2016 in einer Episode der Fernsehserie Doctors und im Kurzfilm Those Who Are Lost mit. 2017 folgten Rollen in den Filmen The Sense of an Ending und Daphne sowie die Rolle des Benjamin Lennox in sechs Episoden der Fernsehserie Harlots – Haus der Huren. 2018 hatte er Rollen in den Spielfilmen The Favourite – Intrigen und Irrsinn und Ashes in the Snow inne. Von 2018 bis 2022 verkörperte er die Rolle des König Edward im Netflix Original The Last Kingdom in insgesamt 30 Episoden. 2019 übernahm er eine Rolle im Kurzfilm Thousand Yesterdays.

## Filmografie (Auswahl)
- 2016: Doctors (Fernsehserie, Episode 17x191)
- 2016: Those Who Are Lost (Kurzfilm)
- 2017: The Sense of an Ending
- 2017: Daphne
- 2017: Harlots – Haus der Huren (Harlots, Fernsehserie, 6 Episoden)
- 2018: The Favourite – Intrigen und Irrsinn (The Favourite)
- 2018: Ashes in the Snow
- 2018–2022: The Last Kingdom (Fernsehserie, 30 Episoden)
- 2019: Thousand Yesterdays (Kurzfilm)

## Theater (Auswahl)
- 2011: Spring Awakening, Regie: Robin Belfield, Brighton Fringe Festival
- 2013: Speaking in Tongues, Regie: Pal Aron, Bristol Old Vic Theatre School
- 2014: Sauce for the Goose, Regie: Christopher Scott, Bristol Old Vic Theatre School
- 2014: Comedy of Errors, Regie: Toby Hulse, Bristol Old Vic Theatre School
- Twelfth Night, Regie: John Hartoch, Bristol Old Vic Theatre School
- Our County’s Good, Regie: John Ward, West Sussex Theatre Tour
- The Last Days of Judas Iscariot, Regie: Gemma Fairlie, Bristol Old Vic Theatre School
- The Relapse, Regie: Sonya Fraser, Bristol Old Vic Theatre School
- The Servant, Regie: Kim Durham, Bristol Old Vic Theatre School
- Importance of Being Earnest, Regie: Roy Marsden, Theatre Royal Windsor